# Mads Lindgreen
Mads Lindgreen Carlsen (født 5. august 1992 i Herlev) er en dansk danser, danseinstruktør og skuespiller, som har medvirket i teenage-tv-serien Isas Stepz.